# Roger Thévenot
Pour les articles homonymes, voir Thévenot.
Roger Thévenot, né le 10 août 1911 à Ermont (Seine-et-Oise) et mort le 27 octobre 1982 à Sannois (Val-d'Oise), est un footballeur français évoluant au poste d'attaquant.

## Carrière
Joueur qui évoluait sur le côté droit de l'attaque, Roger Thévenot a évolué dans de nombreux clubs du championnat de France, que ce soit l'US Valenciennes-Anzin, le Stade rennais UC ou encore le RC Strasbourg. En 1945, à l'âge de 34 ans, il prend sa retraite de joueur.

## Sources
- Claude Loire, Le Stade rennais, fleuron du football breton, Rennes, Apogée, 1994